# Navigatoren
Die Navigatoren sind eine in den 1930er Jahren in den USA gegründete christliche Missionsgemeinschaft, die 2007 in über 120 Ländern der Erde vertreten war. Arbeitete sie anfangs fast ausschließlich unter Seeleuten, wandte sie sich in den späteren Jahren ihres Bestehens anderen Zielgruppen zu: Studenten, Berufstätige, Familien.

## Geschichte
Als Gründer der Navigatoren gilt der 1906 in Arizona geborene Dawson Trotman († 1956). Aus seiner Freundschaft zu einem jungen Matrosen wurde eine geistliche Lerngemeinschaft, die sogenannte Zweierschaft, die bis heute zur Grundstruktur der Navigatoren gehört. Aus Dawsons privater Zweierschaft, in der neben Seelsorge und geistlichem Gedankenaustausch vor allem Bibelstudium und das gemeinsame Gebet gepflegt wurde, entwickelte sich noch während des Zweiten Weltkrieges ein umfangreiches Netzwerk von Zweierschaften unter amerikanischen Seeleuten. Trotman begleitete den Aufbau dieses Netzwerks durch die Herausgabe von praktischen Anleitungen für das missionarische Gespräch mit Zeitgenossen.
Nach Ende des Zweiten Weltkrieges erreichte die von Trotman gegründete Bewegung auch die zivile Gesellschaft. An Schulen und Universitäten, in Betrieben und Nachbarschaften entstand ein neues Netzwerk von Zweiergruppen – zunächst in den Vereinigten Staaten, dann aber auch in Europa und in Ländern anderer Kontinente. Die maritime Bezeichnung Navigatoren behielt man bei.
Nach Westdeutschland gelangten die Navigatoren als missionarische Campus-Arbeit Mitte der 1950er Jahre. Navigatorengruppen an Hochschulorten der ehemaligen DDR sammelten sich unter dem Namen Timotheusarbeit unter dem Dach der Evangelischen Kirche in der DDR. Nach der Wiedervereinigung schlossen sich die beiden deutschen Navigatorenzweige zusammen. Seit 1991 gibt es eine gemeinsame nationale Leitung.

## Arbeitsgrundlagen
Wichtigster Ausgangspunkt der Navigatorenarbeit ist die in einer Zweierschaft gelebte geistliche Beziehung. Christlicher Glaube entsteht und vertieft sich nach Auffassung der Navigatoren vor allem in der verbindlichen Beziehung zu Gott und zum Nächsten.
Schwerpunkt der deutschen Navigatoren ist die Studentenarbeit. Daneben existieren eine Schülergruppe und Berufstätigenkreise. Interessen- und altersspezifische Freizeiten und Tagungen ergänzen die lokalen Programme.
Glaubensgrundlage der Navigatoren ist das Bekenntnis der Evangelischen Allianz. Sie sind offen für die Zusammenarbeit mit Christen aus Kirchen und Freikirchen und im netzwerk-m vertreten.

## Organisation
Die Navigatoren sind in Deutschland seit 1951 tätig, seit 1957 in der Rechtsform eines eingetragenen Vereins. Sitz dieses Vereins ist Bonn. Vorsitzender des Vereins ist zurzeit (2014) Frank Schlichtenbrede. Missionsleiter war Wolf Christian Jaeschke, der 2014 von Daniel Ackers abgelöst wurde. Geschäftsführer ist Michael Schönfeld.
Neben dem Verein existiert seit 2000 eine Navigatoren-Förderstiftung, aus deren Mitteln die Arbeit der Navigatoren in Deutschland unterstützt werden. Den Stiftungsvorstand bilden Michael Schönfeld (Vorsitzender), Andreas Boltenhagen und Franz-Josef Stockhausen.
Die Navigatoren besitzen auch einen eigenen Verlag, die NAVpress Publishing Group in Colorado Springs in Colorado.